# معرة مصرین
معرة مصرین (به عربی: معرة مصرین) یک منطقهٔ مسکونی در سوریه است که در شهرستان ادلب واقع شده‌است.

## خصوصیات
معرة مصرین ۱۷٬۵۱۹ نفر جمعیت دارد و ۳۳۸ متر بالاتر از سطح دریا واقع شده‌است.